# Армстронг, Луи
Луис (Луи) Дэниел Армстронг (англ. Louis Daniel Armstrong; 4 августа 1901, Новый Орлеан, штат Луизиана, США — 6 июля 1971, Нью-Йорк, США) — американский джазовый музыкант, трубач и вокалист. Введён в Зал славы премии «Грэмми». Оказал одно из наибольших влияний на развитие джаза и внёс значительный вклад в его популяризацию во всём мире.
Армстронг получил многочисленные награды, в том числе премию «Грэмми» (1965), а также посмертную победу на премии «Grammy Lifetime Achievement Award» в 1972, и введение в Национальный зал славы ритм-энд-блюза в 2017 году.
Исполнитель многих джаз-бестселлеров, как «What a Wonderful World» (которая, в 1999 году, в исполнении Армстронга была введена в Зал славы «Грэмми», как лучшая песня XX века), «Let My People Go» и другие.

## Биография
Луи, как называли его на креольский манер, родился в беднейшем негритянском районе Нового Орлеана. Рос в неблагополучной семье. Его отец бросил семью, когда мальчик был ещё младенцем. Мать занималась проституцией. Мальчика вместе с младшей сестрой Беатрис отдали на воспитание бабушке Джозефине, которая ещё помнила времена рабства. Спустя некоторое время мать Армстронга, Мэйэнн, забрала Луи, но должного внимания ему никогда не уделяла. Армстронг с детства занимался развозом угля, продажей газет и другой подобной работой.
В семь лет он стал помогать по дому в семье торговцев углем Карнофски — евреев, недавно иммигрировавших в Америку из Российской империи. Позже он стал оставаться у них ночевать и со временем стал практически приёмным сыном в этой семье. В память об этой семье он до конца своих дней носил цепочку с кулоном Звездой Давида. Карнофски жили в Сторивилле — районе, известном своими свободными нравами, а также барами, клубами, танцзалами и публичными домами. Именно Карнофски позже дали денег Армстронгу на покупку корнета, его первого собственного музыкального инструмента.

### Начало карьеры
Армстронг рано начал петь в небольшом уличном вокальном ансамбле, играл на барабанах и за несколько лет натренировал свой слух. Первое музыкальное образование он получил в исправительном лагере-интернате «Уэйф’с Хоум» для цветных подростков в 1913 году, куда попал за случайный озорной поступок — стрельбу из пистолета на улице в Новый год (пистолет был похищен им у полицейского — одного из клиентов матери). Там он сразу присоединился к лагерному духовому оркестру и научился играть на тамбурине, альтгорне, а затем освоил корнет. Оркестр исполнял традиционный для того времени репертуар — марши, польки и популярные песенки. Ко времени окончания срока Луи решил стать музыкантом. Освободившись, он начал ходить по клубам и играть на одалживаемых инструментах в местных оркестрах. Его взял под своё покровительство Кинг Оливер, считавшийся тогда лучшим корнетистом города и которого сам Луи Армстронг считал своим настоящим учителем. После отъезда Оливера в Чикаго в 1918 году Армстронга взял в свой ансамбль весьма авторитетный тромбонист Кид Ори. Луи эпизодически начал выступать в ансамбле «Tuxedo Brass Band» Оскара «Папы» Селестина, где играли тогда такие музыканты как Пол Домингес, Затти Синглтон, Альберт Неколз, Барни Бигард и Луис Рассел. Участвовал в джазовых парадах по улицам родного города и играл в бэнде «Jazz-E-Sazz Band» Фэтса Мэрейбла, который выступал в дансингах на пароходах, плавающих в летний сезон по Миссисипи. После того как Мэрейбл, достаточно профессиональный бэнд-лидер, преподал юноше основы нотной грамоты, Армстронг стал считаться квалифицированным музыкантом. Один английский журналист, не расслышав детского прозвища Армстронга  Satchel Мouth («рот-кошелка»), назвал его «Сатчмо» (Satchmo). Это прозвище стало сценическим именем Армстронга.

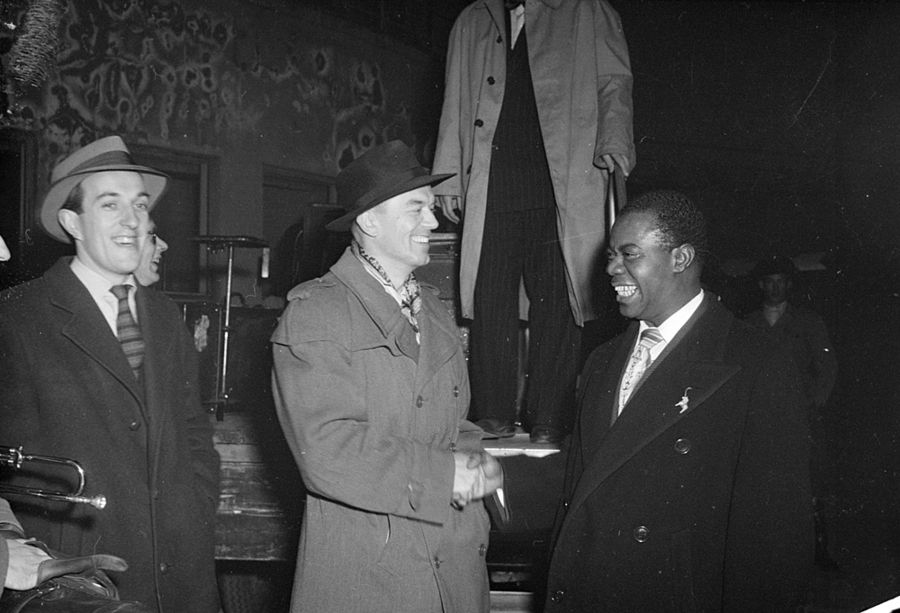
Армстронг в Хельсинки в 1949 году с Эриком Линдстемом (слева) и Осси Аалто (в центре)

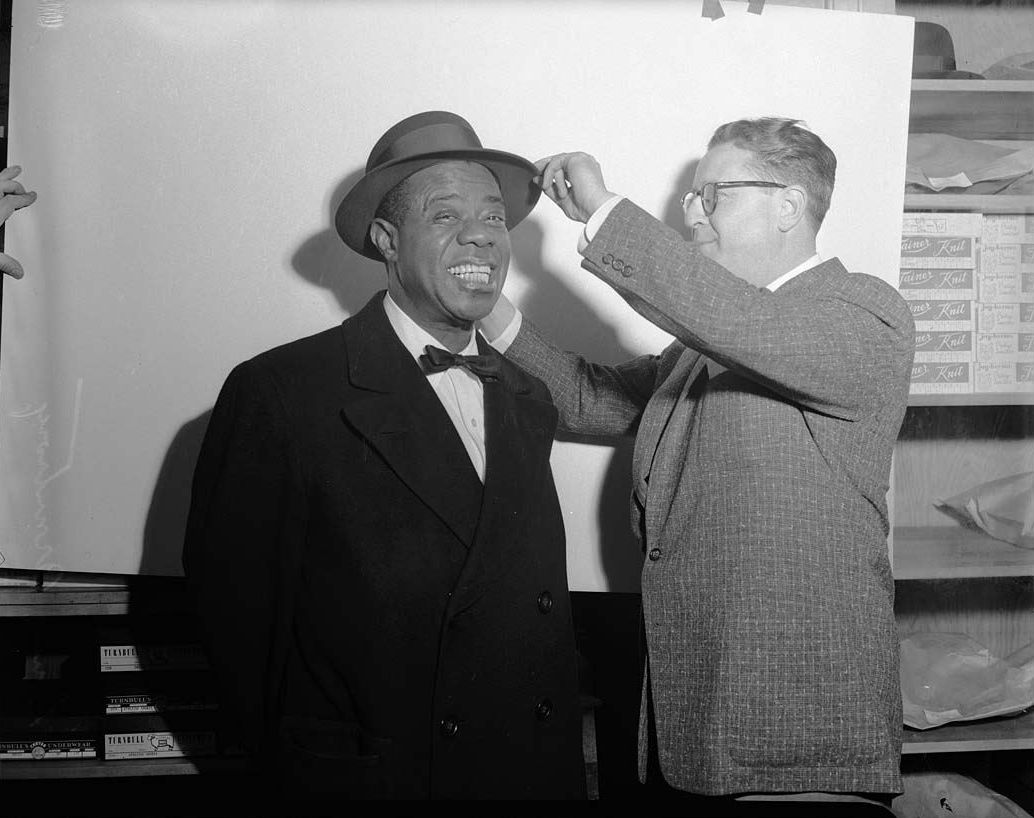
Армстронг примеряет шляпу, около 1955

В 1922 году Оливеру понадобился второй корнетист, и он пригласил Армстронга в Чикаго играть в «Линкольн Гарденс» (ресторан на 700 мест) в своем оркестре «Creole Jazz Band». Этот бэнд был в то время самым ярким джазовым составом в Чикаго, и работа в этом бэнде многое дала Армстронгу для его будущей карьеры. В составе «Креольского джаз-бэнда» Оливера в Чикаго Армстронг сделал свои первые записи. В 1924 году он во второй раз женился (первой его женой была проститутка, креолка Дэйзи Паркер из Нового Орлеана) на пианистке ансамбля Лил Хардин, и по настоянию своей жены начал самостоятельную карьеру. Армстронги уехали в Нью-Йорк, где Луи поступил на работу в оркестр Флетчера Хендерсона. Там к нему пришла известность, любители джаза приходили слушать бэнд зачастую ради его «горячих» соло. К этому времени окончательно сформировался собственный стиль Луи Армстронга — яркий, импровизационный и изобретательный.
В этот период Армстронг участвовал в записях ансамбля «Blue Five» пианиста Кларенса Уильямса и работал в составах различных аккомпанирующих ансамблей со многими блюзовыми и джазовыми вокалистами (Ма Рэйни, Трикси Смит, Кларой Смит, Бесси Смит, Альбертой Хантер, Мэгги Джонс, Евой Тэйлор, Вирджинией Листон, Маргарет Джонсон, Сипи Уоллес, Перри Брэдфордом).
В 1925 году по истечении срока ангажемента у Флетчера Хендерсона Луи Армстронг вернулся в Чикаго и там много и успешно работал. Играл у Эрскина Тэйта в театральном шоу-бэнде, где ярко проявилось его актёрское дарование. Именно в этот период были сделаны исторические записи со своим лучшим студийным составом «Hot Five». Записи, сделанные в эти годы при участии тромбониста Кида Ори, кларнетиста Джонни Доддса, исполнителя на банджо Джонни Сент-Сира и пианистки Лил Хардин (позднее в записях участвуют Фред Робинсон, Джимм Стронг, Эрл Хайнс и Затти Синглтон) стали шедеврами джазовой классики. В 1926 году Луи стал солистом оркестра Кэрролла Диккерсона, а после его ухода сам стал бэндлидером и в течение короткого времени руководил собственным оркестром «Louis Armstrong And His Stompers», членами которого были Бойд Аткинс, Джо Диксон, Эл Вашингтон, Эрл Хайнс, Рип Бассет, Пит Бриггс, Табби Холл. В 1927 году к студийному квинтету «Hot Five» примкнули Пит Бриггс и Бэби Доддс (брат Джонни), образовав новый студийный состав «Hot Seven», с которым был осуществлён ряд блестящих сессионных записей. В этот же период Армстронг отказался от корнета, полностью перейдя на трубу, полюбившуюся ему более ярким звучанием. Он выступал в дуэтах с пианистом Эрлом Хайнсом, начав петь в манере «скэт» (впервые это произошло при записи пьесы «Heebie Jeebies»), получая огромный успех у слушателей.

### Эпоха в Нью-Йорке
В 1929 году Луи Армстронг окончательно перебрался в Нью-Йорк. Наступила эра биг-бэндов, и он все больше стал концентрироваться на танцевальной, популярной тогда свит-музыке (sweet music). Армстронг принёс в этот музыкальный стиль свою яркую индивидуальную манеру, свойственную хот-джазу, и быстро стал звездой национального масштаба. Талант Сачмо достиг расцвета.

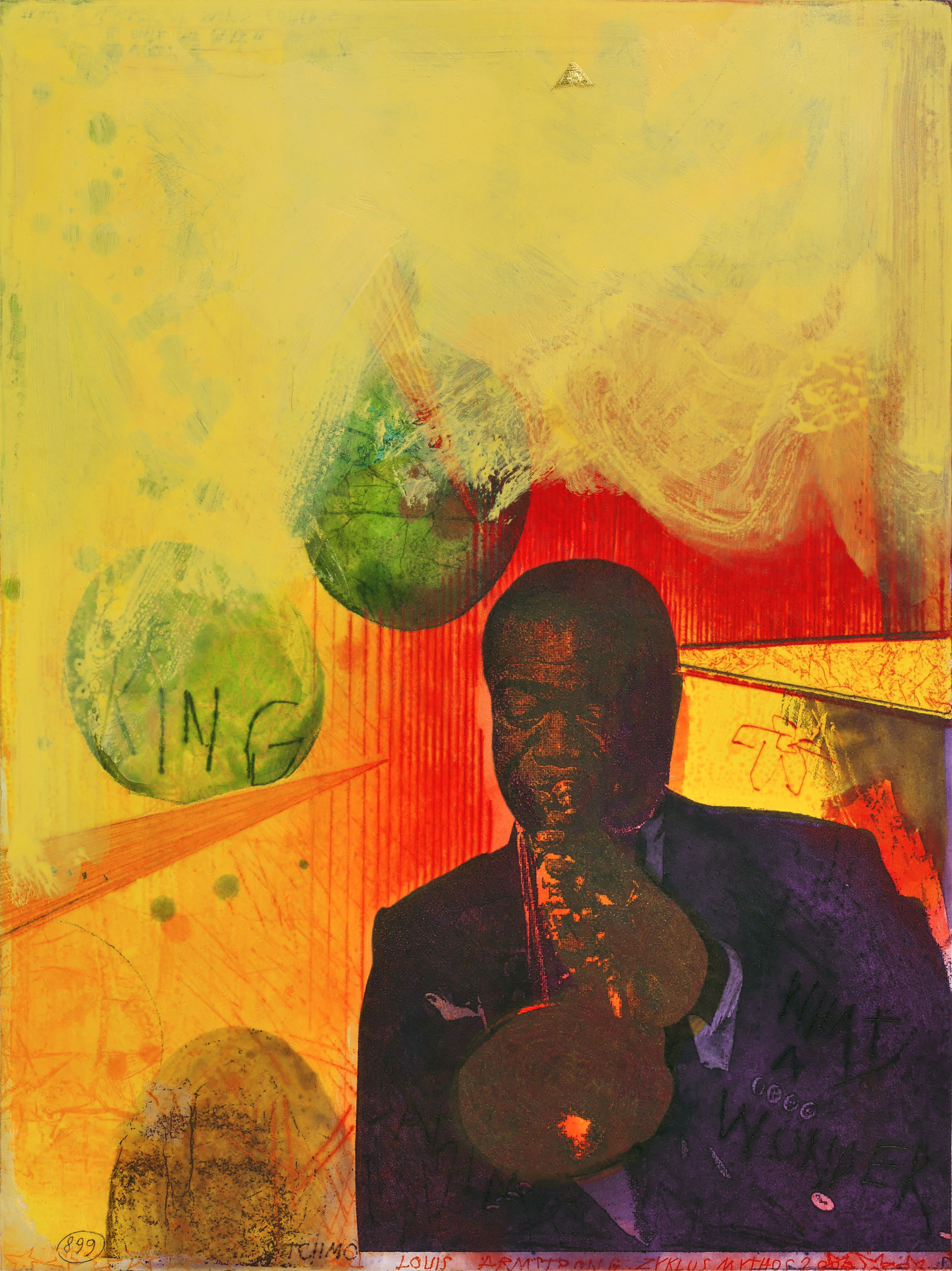
Портрет Армстронга

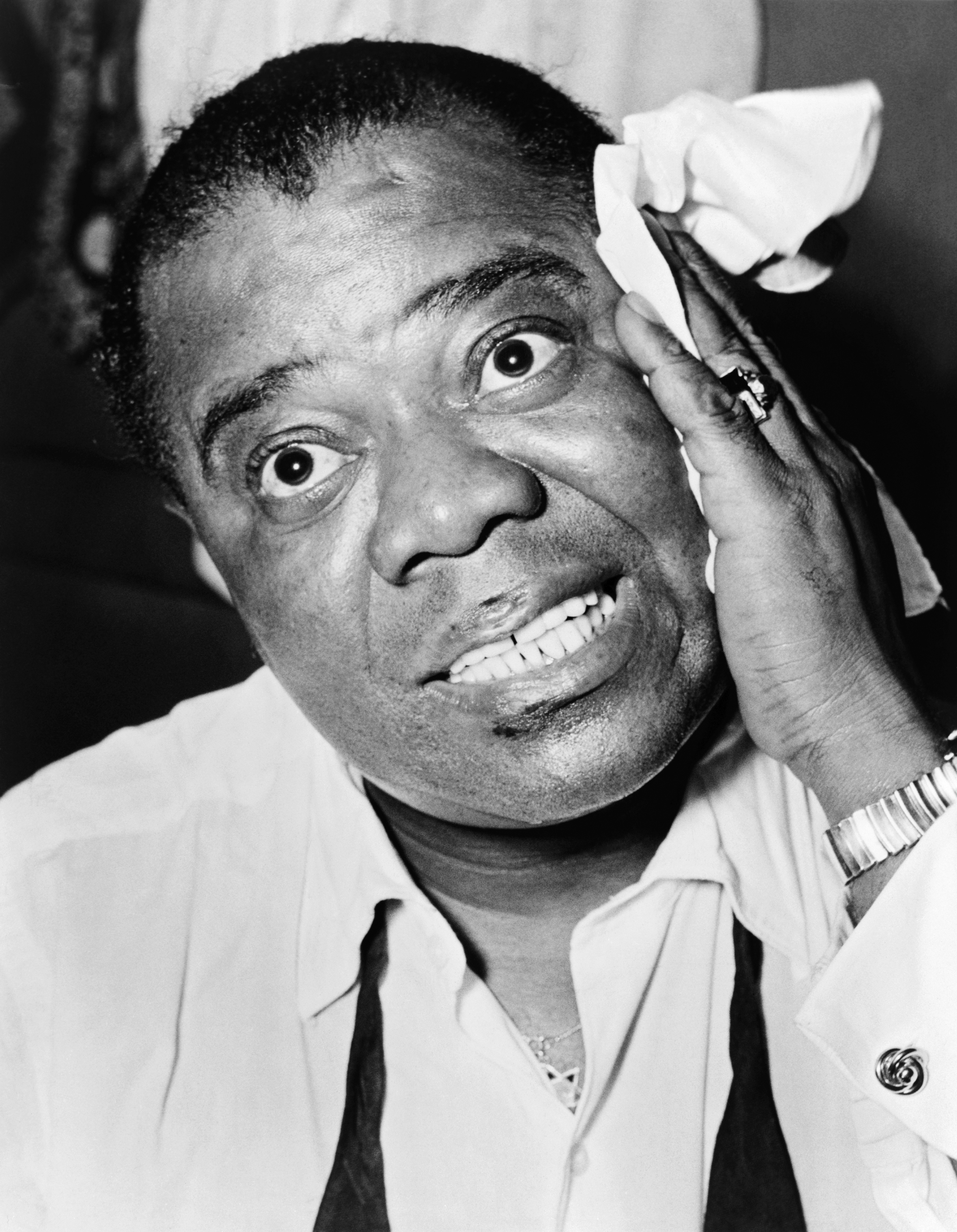
1953 год

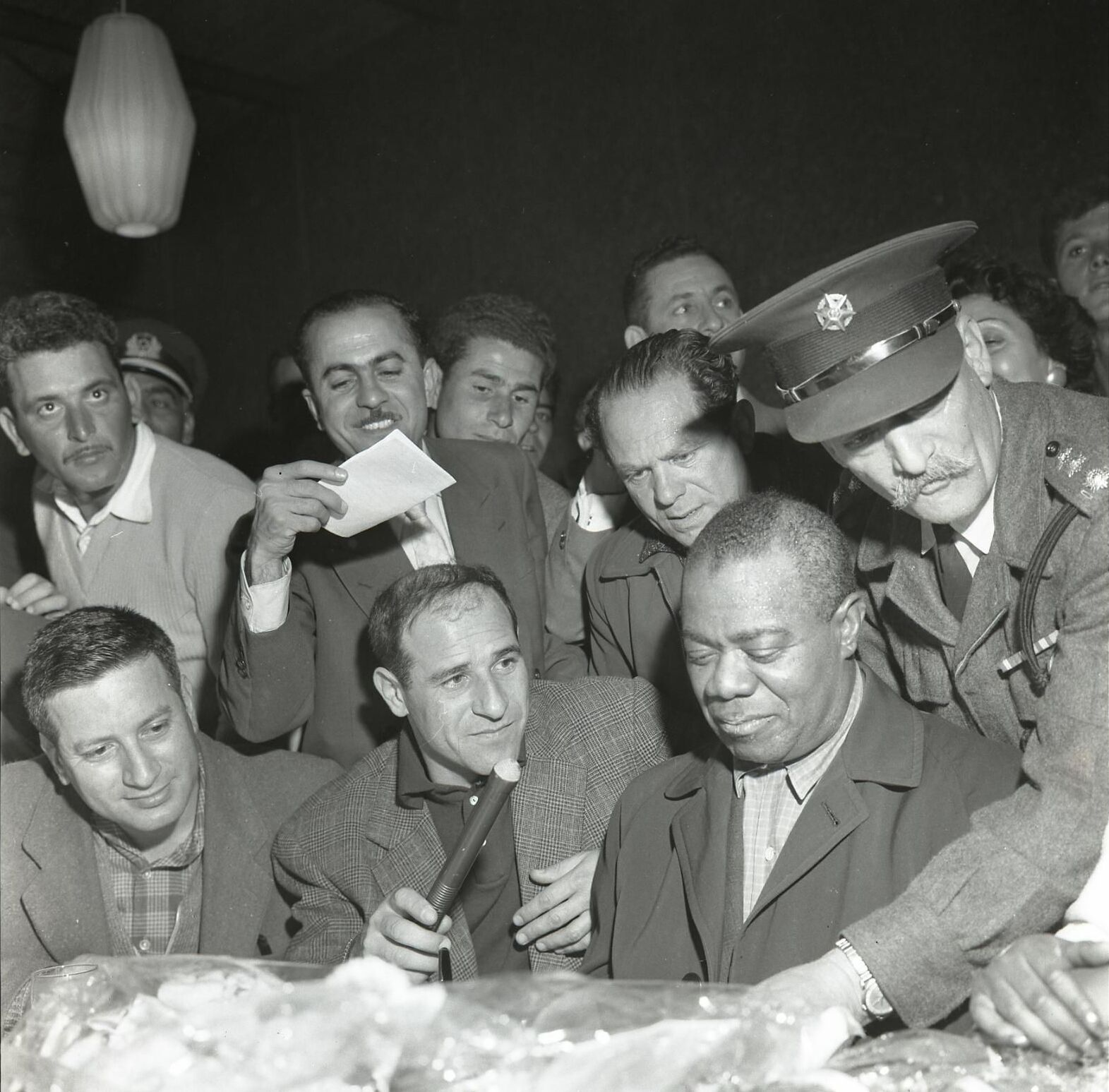
Луи Армстронг в Израиле, 1959 год

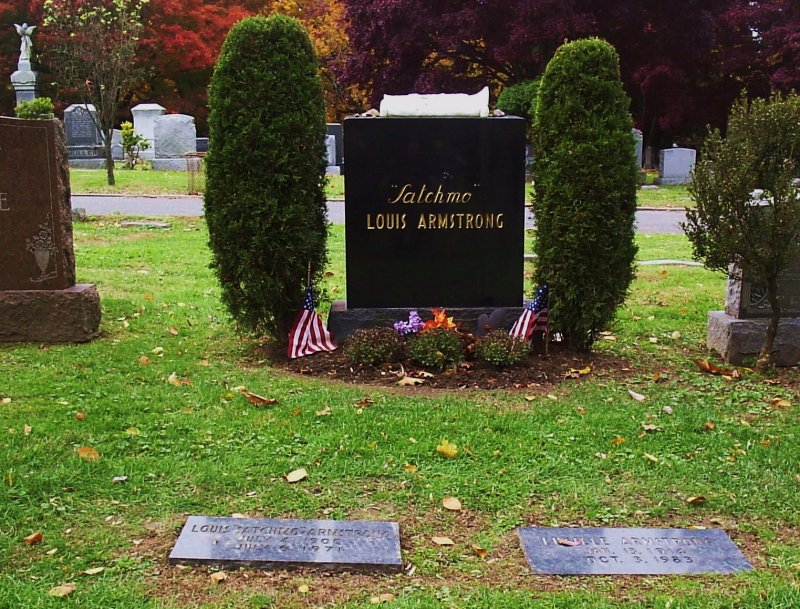
Могила Армстронга

В 1930-е годы Луи Армстронг много гастролировал, выступал со знаменитыми биг-бэндами Луиса Расселла и Дюка Эллингтона, затем в Калифорнии — с оркестром Леона Элкинса и Леса Хайта, участвовал в киносъемках в Голливуде. В 1931 году посетил с биг-бэндом Новый Орлеан; вернувшись в Нью-Йорк, играл в Гарлеме и на Бродвее. Ряд турне, совершённых в Европу (в довоенный период с 1933 года он несколько раз выступал в Англии, гастролировал в Скандинавии, Франции, Голландии) и Северную Африку, принесли Армстронгу широчайшую известность как у себя на родине (прежде в США он был популярен в основном у негритянской публики), так и за рубежом. В промежутках между гастролями он выступал с оркестрами Чарли Гейнза, Чика Уэбба, Кида Ори, с вокальным квартетом «Mills Brothers», в театральных постановках и радиопрограммах, снимался в кинофильмах.
В 1933 году он вновь стал руководить джаз-бэндом. С 1935 года всю деловую часть жизни Армстронга взял под свой контроль его новый менеджер Джо Глейзер — профессионал в своём деле. В 1936 году в Нью-Йорке вышла автобиографическая книга Армстронга «Swing That Music». Затем наступили проблемы со здоровьем: он перенёс несколько операций, связанных с лечением травмы верхней губы (деформация и разрыв тканей из-за чрезмерного давления мундштука и неправильного амбушюра), а также операцию на голосовых связках (с её помощью Армстронг пытался избавиться от хриплого тембра голоса, ценность которого для его неповторимой исполнительской манеры он осознал лишь впоследствии).
В 1942 году Луи Армстронг женился в четвёртый раз — на танцовщице Люсиль Уилсон, с которой прожил до конца своих дней.
В 1947 году Джо Глейзер, его менеджер, собрал для Армстронга ансамбль «All Stars» («Все звёзды»). Первоначально это действительно был оркестр всех звёзд — в него тогда входили кроме Луи Армстронга (труба, вокал) Эрл Хайнс (фортепиано), Джек Тигарден (тромбон), Барни Бигард (кларнет), Бад Фримен (тенор-саксофон), Сид Кэтлетт (ударные) и другие знаменитые мастера джаза. Впоследствии музыканты часто менялись и благодаря своему участию в группе многие малоизвестные до тех пор джазмены приобретали большую известность.
«All-Stars» ориентировались на исполнение в стиле «диксиленд», а также джазовые обработки популярных песен, причем последние все же преобладали в репертуаре ансамбля. К середине 1950-х годов Луи Армстронг был одним из самых знаменитых в мире музыкантов и шоуменов, к тому же он снялся более чем в 50-ти фильмах. Госдепартамент США присвоил ему неофициальный титул «Посол джаза» и неоднократно спонсировал его мировые турне. В середине 50-х Госдеп при Эйзенхауэре был готов финансировать поездку Армстронга в СССР, но Луи отказался:

Люди спросили бы меня там, что не так с моей страной. Что я бы мог им ответить?Оригинальный текст (англ.)The people over there ask me what’s wrong with my country. What am I supposed to say?

Впоследствии, в 1960-е, неоднократно обсуждались разные варианты его гастролей в СССР, но всё это так и осталось в проектах. Тем не менее Армстронг выступил в других городах социалистического лагеря, яркое свидетельство — запись мартовских концертов All stars 1965 в Люцерн-холле в Праге, сыгранных буквально на одном дыхании.
В 1954 году Армстронг написал вторую автобиографическую книгу «Satchmo. My Life in New Orleans».

### Последние годы жизни
В дальнейшем популярность артиста продолжала возрастать благодаря его неутомимой и разносторонней творческой деятельности. Примечательна его совместная работа с Сиднеем Беше, Бингом Кросби, Саем Оливером, Дюком Эллингтоном, Оскаром Питерсоном и другими звездами джаза, участие в джаз-фестивалях (1948 — Ницца, 1956—1958 — Ньюпорт, 1959 — Италия, Монтерей), гастроли во многих странах Европы, Латинской Америки, Азии, Африки. При его содействии был организован ряд филармонических джазовых концертов в Таун-холле и на сцене Метрополитен-опера. Классической стала сделанная им и Эллой Фицджеральд в 1950-е годы запись оперы Гершвина «Порги и Бесс».
В 1959 году Армстронг перенёс инфаркт, и с этого момента здоровье уже не позволяло ему выступать в полной мере, однако он не прекращал концертные выступления.
В 1960-е годы Армстронг работал чаще в качестве вокалиста, записывая как новые версии традиционных композиций в стиле госпел («Go Down Moses»), так и новые песни (например, тема к фильму «На секретной службе Её Величества», «We Have All the Time in the World»). Вместе с Барброй Стрейзанд он принял участие в мюзикле «Привет, Долли!»; выпущенная отдельным синглом песня «Hello, Dolly!» в его исполнении дошла до первого места в американском хит-параде продаж. Последним хитом Армстронга стала жизнеутверждающая песня «What a Wonderful World» (первое место в Великобритании).
За 5 месяцев до смерти Армстронга в 1971 году была сделана запись живого выступления трубача, на котором он среди прочих композиций исполнил известные темы Mack the Knife, Rockin’ Chair и Boy from New Orleans. Позже, в 1972 году, релиз с этим импровизационным сетом был издан под названием Satchmo at the National Press Club: Red Beans and Rice-ly Yours. Выпущенная только на виниле, эта пластинка больше не переиздавалась вплоть до 2012 года — 24 апреля она стала доступной на компакт-дисках.
В конце 1960-х годов здоровье артиста стало резко ухудшаться, но он продолжал работать. 21 января 1971 года он в последний раз играл и пел в телешоу «The David Frost Show» со своим старым партнером по сцене Бингом Кросби. В марте Армстронг и его «All Stars» ещё две недели выступали в «Уолдорф-Астория» в Нью-Йорке. Но очередной сердечный приступ вновь заставил его лечь в больницу, где он пробыл два месяца. 5 июля 1971 года Армстронг попросил собрать его оркестр для репетиции.

### Смерть
Армстронг скончался 6 июля 1971 года из-за сердечной недостаточности, которая привела к отказу почек.
Смерть Армстронга вызвала поток соболезнований. Многие газеты не только в США, но и в других странах (в том числе и советская газета «Известия») поместили на первой полосе сообщение о его кончине. Похороны прошли очень торжественно и транслировались по телевидению на всю страну. 8 июля тело было выставлено для торжественного прощания в учебном манеже Национальной гвардии, предоставленном для этих целей по личному распоряжению президента США.
В заявлении, сделанном президентом Никсоном, говорилось: «Госпожа Никсон и я разделяем горе миллионов американцев в связи со смертью Луи Армстронга. Он был одним из творцов американского искусства. Человек яркой индивидуальности, Армстронг завоевал всемирную известность. Его блестящий талант и благородство обогатили нашу духовную жизнь, сделали её более насыщенной».

## Личная жизнь

### Браки и дети
Первая жена — Дейзи Паркер. Они поженились 19 марта 1919 года. Они усыновили трехлетнего мальчика Кларенса, мать которого, двоюродная сестра Армстронга Флора, умерла вскоре после родов. Кларенс Армстронг был умственно отсталым в результате травмы головы в раннем возрасте, и Армстронг провел оставшуюся жизнь, заботясь о нем. С Дейзи они развелись в 1923 году.
Вторая жена — пианистка Лил Хардин Армстронг. Поженились 4 февраля 1924 года. Его вторая жена помогла ему развить карьеру, но они развелись в 1938 году.
Третья жена — Альфа Смит. Его брак с ней длился четыре года; они развелись в 1942 году.

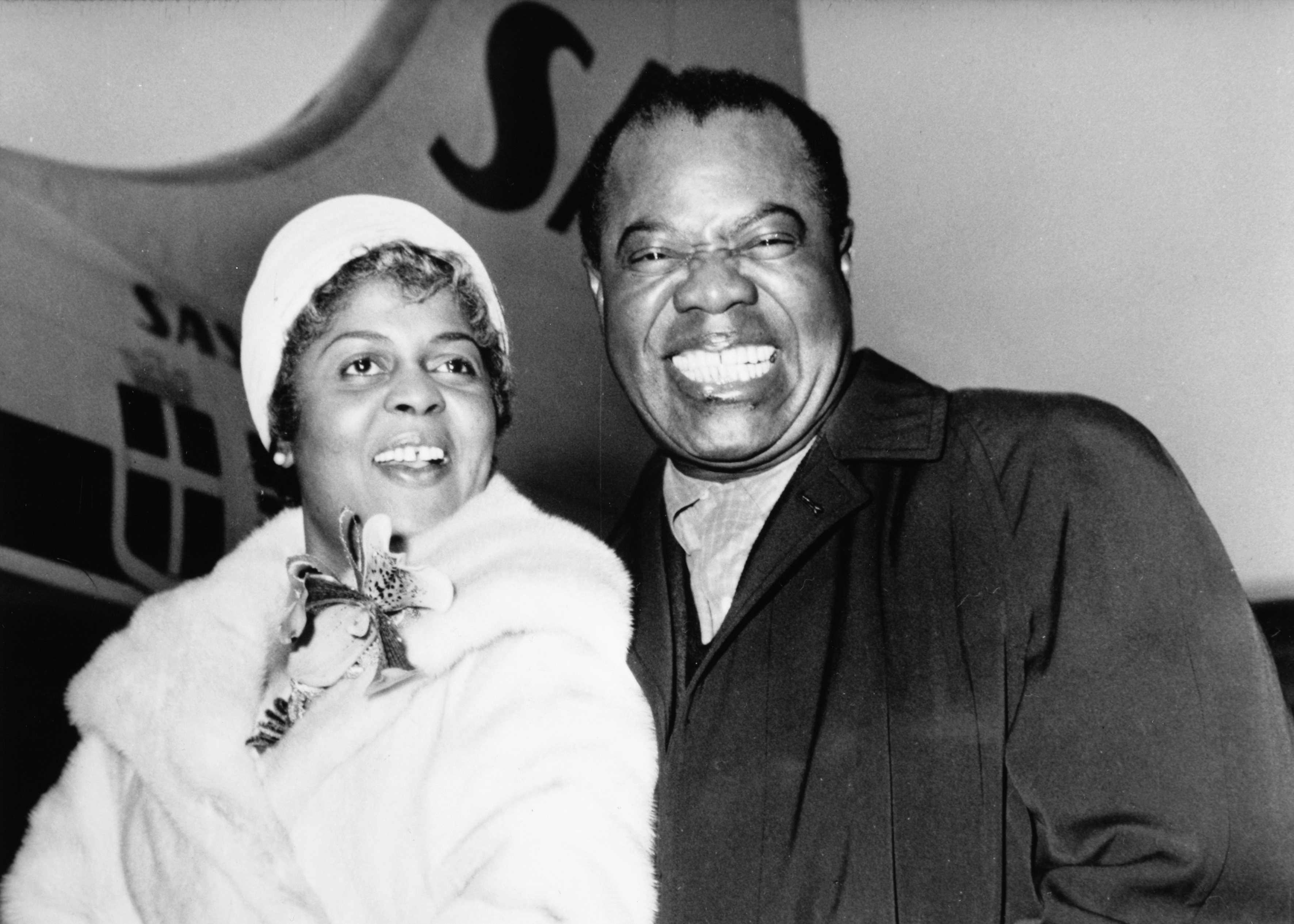
С четвёртой женой Люсиль Уилсон. 1960-е

Четвёртая жена — Люсиль Уилсон, с которой женился в октябре 1942 года, певице нью-йоркского клуба Cotton Club. Они оставались женатыми до смерти Луи в 1971 году.
Официально, у Армстронга не было детей. Однако в декабре 2012 года 57-летняя Шэрон Престон-Фолта заявила, что является его дочерью от романа 1950-х годов между Армстронгом и Люсиль «Свитс» Престон, танцовщицей в «Коттон Клабе». В письме 1955 года к своему менеджеру Джо Глейзеру Армстронг подтвердил свою веру в то, что новорожденный ребенок от Люсиль Престон был его дочерью, и приказал Глейзеру выплачивать месячную помощь в размере 400 долларов США (5058 долларов в состоянии на 2021 год) матери и ребёнку.

### Личность и личная позиция
Армстронг был колоритным и харизматичным. Его автобиография вызвала раздражение у некоторых биографов и историков, поскольку у него была привычка рассказывать сказки, особенно о своем раннем детстве, когда на него не обращали внимания, а его украшениям не хватает последовательности. Армстронг был не только артистом эстрады, но и выдающейся личностью. Он был любим американской публикой, которая обычно не допускала близко к себе даже самых выдающихся афроамериканских исполнителей. Армстронг же мог жить жизнью, полной контактов и привилегий, которые были доступны немногим другим афроамериканцам в ту эпоху.
В целом, он оставался политически нейтральным, что иногда отдаляло его от членов чернокожего сообщества, которые ожидали, что он использует свою популярность в  Америке, чтобы продвигать идеи движения за гражданские права. Однако он критиковал президента Эйзенхауэра за то, что он недостаточно решительно действовал относительно гражданских прав по отношению к чернокожим.

### Религия
Армстронг говорил, что был воспитан как баптист, всегда носил звезду Давида и, при этом, дружил с папой.
Он носил звезду Давида в честь еврейской семьи Карнофских, которая взяла его к себе в детстве, фактически усыновила, увидела в нём талант музыканта и, позже, одолжила ему деньги, чтобы купить его первый корнет. Также он встречался с Папой Пием XII и Папой Павлом VI.

## Наследие
Луи Армстронг оказал (наряду с Дюком Эллингтоном, Чарли Паркером, Майлзом Дэвисом и Джоном Колтрейном) наибольшее влияние на развитие джаза и внёс значительный вклад в его популяризацию во всём мире.
В музыкальной литературе его часто описывают эпитетом «король джаза».
В 1950 году Бинг Кросби, самый успешный вокалист первой половины XX века, сказал о Луи: «Он является началом и концом музыки в Америке». По словам литературного критика Гарольда Блума, Армстронг и Уолт Уитмен являют собой два великих вклада Америки в мировое искусство.
Бывший главный стадион американского теннисного турнира US Open был назван стадионом Луи Армстронга в честь Армстронга, жившего в нескольких кварталах от этого места в Нью-Йорке.
В 1991 году в его честь астероид был назван 9179 Satchmo.
25 июня 2019 года The New York Times Magazine назвал Луи Армстронга среди сотен исполнителей, чей материал, как сообщается, был уничтожен во время пожара в Universal Studios Hollywood 2008 года.

## Дискография
- 1923 — The Young Louis Armstrong
- 1924 — Louis Armstrong And The Blues Singers
- 1925 — Hot Fives & Sevens, vol.1
- 1926 — Hot Fives & Sevens, vol.2
- 1927 — Hot Fives & Sevens, vol.3
- 1928 — Louis Armstrong And His Orchestra
- 1929 — Hot Fives & Sevens, vol.4
- 1930 — Louis Armstrong & His Orchestra
- 1931 — Stardust
- 1932 — The Fabulous Louis Armstrong
- 1933 — More Greatest Hits
- 1934 — Paris Session
- 1935 — Rhythm saved The World
- 1936 — Jazz Heritage: Satchmo’s Discoveries
- 1937 — New Discoveries
- 1938 — On The Sunny Side Of The Street
- 1939 — Louis Armstrong In The Thirties, vol.1
- 1940 — New Orleans Jazz
- 1947 — Satchmo Sings
- 1947 — Satchmo At Symphony Hall (live)
- 1947 — Satchmo At Symphony Hall, vol.2 (live)
- 1950 — New Orleans Days
- 1950 — Jazz Concert (live)
- 1950 — New Orleans Nights
- 1950 — Satchmo On Stage (live)
- 1950 — Satchmo Serenades
- 1950 — New Orleans To New York
- 1951 — Satchmo At Pasadena (live)
- 1954 — Latter Day Louis
- 1954 — Louis Armstrong Sings The Blues
- 1955 — Satch Plays Fats: The Music Of Fats Waller
- 1955 — Satchmo The Great (live)
- 1955 — Ambassador Satch
- 1956 — Louis Armstrong Plays W.C.Handy
- 1956 — Great Chicago Concert 1956 (live)
- 1956 — American Jazz Festival At Newport (live)
- 1956 — Ella and Louis
- 1956 — At Pasadena Civic Auditorium, vol.1 (live)
- 1957 — Louis Under The Stars
- 1957 — Porgy and Bess
- 1957 — Louis Armstrong Meets Oscar Peterson
- 1957 — Louis and the Angels
- 1959 — Satchmo In Style
- 1960 — Louis & the Dukes Of Dixieland
- 1960 — Happy Birthday, Louis! (live)
- 1960 — Paris Blues
- 1961 — Louis Armstrong and Duke Ellington
- 1961 — Armstrong/Ellington: Together For The First
- 1961 — Together For The First Time
- 1963 — Hello, Dolly
- 1964 — Satchmo
- 1964 — Louis
- 1967 — I Will Wait For You
- 1968 — Disney Songs The Satchmo Way
- 1970 — What A Wonderful World
- 1999 — The Very Best Of Louis Armstrong (2CD)
- 2000 — Louis And The Good Book
- 2000 — Grand Collection
- 2000 — Louis Live
- 2000 — The Katanga Concert (live)
- 2001 — In Concert (live)
- 2001 — Best Live Concert, vol.1
- 2001 — La Vie En Rose

### Избранные DVD
- Louis Armstrong «Hello Dolly»
- Louis Armstrong «Jazz Festivall»
- Louis Armstrong «A Rhapsody in Black and Blue»
- Louis Armstrong «Newport Jazz Festival part 1»
- Louis Armstrong «Newport Jazz Festival part 2»
- Louis Armstrong «In Stuttgart»
- Louis Armstrong «Clips Hystory Volume 1»
- Louis Armstrong «Clips Hystory Volume 2»
- Louis Armstrong «Let My People Go»
- Louis Armstrong «What a Wonderful World»